# 图纽格毛托尔奇
图纽格毛托尔奇，是匈牙利索博尔奇-索特马尔-贝拉格州所辖的一个村。总面积26.28平方公里，总人口2464，人口密度93.8人/平方公里（2011年1月1日）。